# Hjortekær Boldklub
Hjortekær Boldklub var en dansk fodboldklub fra den nordkøbenhavnske forstad, Kgs. Lyngby, der spillede i Nordre Birks Boldspil-Union. Klubben blev stiftet i 1911 og havde Eremitagesletten som deres hjemmebane. Der findes ikke meget data om klubben, andet end den beskrives som en klub med et 'spillermateriale af et ringe omfang'. Da klubben blev opløst i 1915 flyttede mange spillerne enten til Skodsborg Boldklub eller Rådvad Boldklub.